# Vocer
Vocer (Eigenschreibweise: VOCER) ist ein Onlinemagazin, das sich mit der Veränderung des Journalismus durch die Digitalisierung beschäftigt. Das Magazin wurde von Stephan Weichert, Alexander von Streit, Leif Kramp, Janko Tietz und Robert Bongen gegründet und ist seit dem 31. Januar 2012 online.

## Profil
Betreiber von Vocer ist der 2009 in Berlin gegründete gemeinnützige Verein für Medien- und Journalismuskritik e.V. (VfMJ). Ziel des Vereins sowie des Onlinemagazins ist es, die Qualität in der journalistischen Berichterstattung über Medien und Journalismus zu steigern. Dafür hat bereits eine Vielzahl namhafter Medienwissenschaftler, Journalisten und Politiker Beiträge für Vocer verfasst, unter anderem Wolfgang Blau, Nikolaus Brender, Dirk von Gehlen, Judith Rakers und Gabriele Hooffacker. Durch das 2013 initiierte Stipendienprogramm Vocer Innovation Medialab unter der ehemaligen Geschäftsführerin Carolin Neumann hat sich das Onlinemagazin inzwischen zum Think-Tank weiterentwickelt und legt heute seinen Fokus darauf, junge journalistische Projekte sichtbar zu machen. Redaktionsleiter der Seite war bis Juli 2017 Mark Heywinkel, ihm folgte René Bucken.
Im Juni 2014 fand in Hamburg erstmals die von Vocer ausgerichtete Medienkonferenz VOCER Innovation Day bei Der Spiegel statt.